# West Maas en Waal
West Maas en Waaleste o comunăîn provincia Gelderland, Țările de Jos. 

## Localități componente
Alphen aan de Maas, Altforst, Appeltern, Beneden-Leeuwen, Boven-Leeuwen, Dreumel, Maasbommel, Wamel.